# François Bonlieu
François Bonlieu, né le 21 mars 1937 à Juvincourt-et-Damary (Aisne) et mort le 18 août 1973 à  Nice (Alpes-Maritimes), est un skieur alpin français.

## Biographie
Tôt surnommé « Le Petit Prince des neiges » par le journaliste de L'Équipe, Serge Lang, il est membre du ski-club des Contamines-Montjoie puis du club des sports de Chamonix-Mont-Blanc.
Précoce, il obtient une médaille d'argent aux championnats du monde de 1954 à Åre à six semaines de son 17e anniversaire.
Le couronnement de sa carrière est son titre olympique en slalom géant aux Jeux olympiques de 1964 à Innsbruck.
Il remporte également le Kandahar en 1963 à Chamonix et un K de diamant. Il met fin à sa carrière en janvier 1965[réf. nécessaire] après les courses d'Adelboden, en Suisse, pour tenter sa chance dans le circuit professionnel[réf. nécessaire].
Il est mortellement blessé dans une rixe sur la Croisette à Cannes dans la nuit du 16 au 17 août 1973 et il meurt le 18 août 1973 à l'hôpital de Nice, où il a été admis.

## Famille
Sa sœur Édith Bonlieu et son beau-frère Jean Vuarnet sont aussi des skieurs alpins.

## Palmarès

### Jeux olympiques d'hiver
| Épreuve / Édition         | Descente | Slalom géant | Slalom      |
| JO 1956 Cortina d'Ampezzo | —        | 9e           | —           |
| JO 1960 Squaw Valley      | —        | 11e          | Disqualifié |
| JO 1964 Innsbruck         | 15e      | Or           | Abandon     |

### Championnats du monde
| Épreuve / Édition         | Descente | Slalom géant | Slalom      | Combiné |
| Mondiaux 1954 Åre         | Abandon  | Argent       | 6e          | —       |
| JO 1956 Cortina d'Ampezzo | —        | 9e           | —           | —       |
| Mondiaux 1958 Bad Gastein | 8e       | Bronze       | —           | —       |
| JO 1960 Squaw Valley      | —        | 11e          | Disqualifié | —       |
| Mondiaux 1962 Chamonix    | —        | —            | Abandon     | —       |
| JO 1964 Innsbruck         | 15e      | Or           | Abandon     | Abandon |

### Arlberg-Kandahar
- K de diamant ;
- vainqueur du Kandahar 1963 à Chamonix ;
- vainqueur des slaloms 1959 à Garmisch et 1963 à Chamonix.

### Championnat de France de ski
- champion de France de slalom géant en 1958 et 1959 ;
- champion de France de slalom en 1959 ;
- champion de France du combiné en 1959.

## Hommages et décorations
- Une piste de compétition porte son nom aux Contamines[3].
- Chevalier de la Légion d'honneur
- Officier de l'ordre du Mérite sportif, à titre exceptionnel (1960)[4]
  - Chevalier en 1959[5]